# Tshokwe
Ne doit pas être confondu avec Chokwé (ville du Mozambique), peuple tchokwé ou Tchokwés.
Tshokwe est une ville du Botswana.